# Bob Asklöf
Bob Asklöf, né le 16 février 1942 à Motala et mort le 21 avril 2011 à Bromma est un chanteur et acteur suédois ayant fait l'essentiel de sa carrière en France.

## Biographie
Repéré par Juliette Gréco, Bob Asklöf s'établit à Paris en décembre 1962. Lauréat d'un concours organisé par Pathé-Marconi, il enregistre six 45 tours et deux albums entre 1963 et 1965.Il participe au festival de la Rose d'or d'Antibes et tourne en France, en Belgique et en Suisse. Il chante aussi en anglais, en allemand et en suédois. Il interprète en 1963 la chanson du film Bons baisers de Russie.
Son physique lui ouvre les portes du cinéma. Il fait des apparitions dans Comptes à rebours, Le Mataf ou dans Boulevard du rhum, et sous la direction d'Anna Karina dans Vivre ensemble mais n'obtient guère par la suite de rôles importants que dans des films érotiques. Il tourne notamment dans Les Charnelles avec Anne Libert, Quand les filles se déchaînent avec Marie-Georges Pascal, Dora, la frénésie du plaisir avec Monique Vita ou Good-bye, Emmanuelle avec Sylvia Kristel.

Bien qu'il ne tournera jamais de séquences hardcore, on le verra dans quelques films pornographiques de Serge Korber comme   Excès avec Richard Allan, Charlie Schreiner et Michèle Perello, Hurlements de plaisir avec Sylvia Bourdon et Alain Saury ou Pornotissimo avec Karine Gambier, Barbara Moose et Richard Darbois.
Il tourne aussi dans les séries télévisées Les Enquêtes du commissaire Maigret et Dossiers : Danger immédiat.
Il rentre en Suède en 1977. Il tourne un dernier film et joue au théâtre. Dans les années 1980, il délaisse le métier d'acteur pour se consacrer à la peinture et à l'écriture.

## Filmographie

### Cinéma
- 1965 : Ett sommaräventyr de Håkan Ersgård : Erik
- 1968 : La Bande à Bonnot de Philippe Fourastié : un serveur de brasserie (non crédité)
- 1969 : Le Sergent de John Flynn : soldat allemand du pré générique (non crédité)
- 1970 : Tout peut arriver de Philippe Labro
- 1970 :  Rosée du matin (Home sweet home), court métrage de Jean Dasque : le G.I
- 1971 : Comptes à rebours de Roger Pigaut : Narcisse
- 1971 : Boulevard du Rhum de Robert Enrico : un invité
- 1973 : Vivre ensemble d'Anna Karina
- 1973 : Les Tentations de Marianne  de Francis Leroi : Bob Sanders
- 1973 : Le Mataf de Serge Leroy : Bob
- 1974 : Les Charnelles de Claude Mulot
- 1974 : Quand les filles se déchaînent de Guy Maria : Karl
- 1974 : Des filles expertes en jeux clandestins de Guy Maria : Renard
- 1975 : C'est pas parce qu'on a rien à dire qu'il faut fermer sa gueule... de Jacques Besnard : l'ami de Lulu
- 1975 : Filles insatiables d'Eddy Matalon
- 1976 : Langue de velours de Jean-Claude Roy : Peter
- 1976 : Dora, la frénésie du plaisir de Willy Rozier : Olivier (comme Bob Holger)
- 1976 : Excès de Serge Korber
- 1976 : Hurlements de plaisir de Serge Korber
- 1977 : Train spécial pour Hitler d'Alain Payet : Paul Grünn (comme Bob Holger)
- 1977 : L'Odyssée de l'extase de Serge Korber
- 1977 : Good-bye, Emmanuelle de François Leterrier : le Suédois
- 1977 : Pornotissimo de Serge Korber
- 1978 : Convoi de filles de Jess Franco et Pierre Chevalier : (images d'archives)
- 1979 : Les Gardiennes du pénitencier d'Alain Deruelle et Jesús Franco : Müller (images d'archives tirées du film Femmes en cage de Jesús Franco)
- 1980 : Flygnivå 450 de Torbjörn Axelman

### Télévision
- 1968 : Les dossiers de l'agence O épisode 13 le chantage de l'agence O : Evfjen
- 1971 : Romulus le Grand
- 1973 : La mer est grande : Hans
- 1974 : Dans l'intérêt des familles épisode Malaventure : le hippy
- 1974 : Un curé de choc, série télévisée
- 1976 : Les Hommes de Rose ( épisode 2 Le Marquis de la dèche) : Peter le hollandais
- 1977 : Les Enquêtes du commissaire Maigret, épisode : Maigret, Lognon et les gangsters de Jean Kerchbron : Harry Pills
- 1977 : Dossiers : Danger immédiat, épisode La victime choisie :  Robert
- 1977 : Dossiers : Danger immédiat, épisode En verre et contre tout  :  Robert
- 1977 : Dossiers : Danger immédiat, épisode Micrococus petroleum :  Robert
- 1977 : Dossiers : Danger immédiat, épisode Il ne manque que vous :  Robert

## Émissions de Variétés télévision
- 1963 À l'école des vedettes (vous souvenez-vous) parrainé par Jacqueline François
- 1964   Douce France émission diffusée le 24 février 196[3](Les Grands Boulevards)
- 1964  Douce France émission diffusée le 28 mars 1964[3] (Padam padam)

## Discographie
- 1963 : Vous souvenez-vous/Je ne pense qu´a l´amour (Pat 1003-Pathé 45 tours SP)
- 1963 : Il faut choisir/Vous souvenez-vous/Toute ma vie/Quelques fleurs (ESRF 1389-Columbia 45 tours EP)
- 1963 : T´embrasser, t´embrasser/La nuit ne veut pas finir/Je m´ennuie/Riche de tout (ESRF 1411-Columbia 45 tours EP)
- 1963 : Bons baisers de Russie/Mon cœur est brisé/Night and day/Maintenant (ESRF 1464-Columbia 45 tours EP)
- 1963 : T´embrasser, t´embrasser/Je m´ennuie (SCF 688-Columbia 45 tours SP)
- 1963 : Il faut choisir/Quelques fleurs (77.471-Pathé Canada 45 tours)
- 1964 :  Ich war der star heute nach (c062 10055 Emi Odeon Die grosse starparade1 compilation) adaptation allemande de Toute ma vie
- 1964 : Dis-moi pourquoi/Un sourire (H. Girard - G. Verlor)/C´est si vrai/Obsession (ESRF 1512-Columbia 45 tours EP)
- 1964 : Tu t´amuses/Quand je te vois/J´ai compris combien je t´aime/I who have nothing  (ESRF 1576-Columbia 45 tours EP)
- 1964 : Bons baisers de Russie/Mon cœur est brisé (77.516-Pathé Canada 45 tours)
- 1965 : Quel supplice/Mon cœur est seul/Le plus fort gagne/Pour toi mon amour (ESRF 1621-Columbia 45 tours EP)
- 1965 : Quel supplice/Mon cœur est seul (77.572-Pathé Canada 45 tours)
- 1965 : Pour toi mon amour (CO 6215465-Album-30 cm Columbia FPX 310-France et Pathé Canada PAM 67216 avec Le plus fort gagne/Mon cœur est seul/Tu m'amuses/J´ai compris combien je t´aime/Hallelujah I love her so/Quel supplice/Bons baisers de Russie/Pour toi mon amour/I who have nothing/Obsession/Dis-moi pourquoi/Quand je te vois
- 1965 Gå din väg/Farväl till Moskva (DS2249 Columbia/Emi Suède) adaptations suédoise de dis moi pourquoi et bons baisers de Russie
- 1966 Hälsa henne jag älskar/Vad händer nu?/Väntans melodi/Varthän du går (Gep69 Gazell disque suédois) Vad händer nu est l'adaptation suédoise de et maintenant de Gilbert Bécaud